# Sacey
Sacey è un comune francese di 540 abitanti situato nel dipartimento della Manica nella regione della Normandia.
Fa parte del cantone di Pontorson, nella circoscrizione (arrondissement) di Avranches.

## Società

### Evoluzione demografica
Abitanti censiti